# Eupithecia valida
Eupithecia valida är en fjärilsart som beskrevs av Karl Dietze 1913. Eupithecia valida ingår i släktet Eupithecia och familjen mätare. Inga underarter finns listade i Catalogue of Life.